# Plató
|  | Per a altres significats, vegeu «Plató (desambiguació)». |

Plató (grec antic: Πλάτων, Plátōn, llatí: Plato, en àrab Aflatun; ca. 21 de maig del 427 aC - 347 aC) va ser un dels filòsofs més influents de l'antiga Grècia.
Desenvolupà un sistema filosòfic, el platonisme, de gran persistència, i un centre de formació, l'Acadèmia, que gaudiren de gran popularitat entre les elits grecoromanes. Va ser deixeble de Cràtil i de Sòcrates, i mestre d'Aristòtil. En comparació amb altres socràtics, és anomenat el socràtic major.
El seu treball més important va ser La República (en grec Politeia, 'ciutat'), en el qual subratlla la seva visió d'un estat "ideal". També va escriure Lleis i diversos diàlegs que tenen com a figura central el personatge de Sòcrates.
En els diàlegs del Timeu i el Críties es narra la "història veritable" o alétheia -segons les seues pròpies paraules- de la civilització Atlant i de l'illa Atlantis o Atlàntida. En el Timeu, esmenta també el que ara coneixem com els sòlids platònics.

## Biografia
La vida de Plató es coneix imperfectament. La biografia més antiga de Plató que ens ha arribat és De Platone et dogmate eius, escrita pel filòsof Luci Apuleu al segle ii. Les altres biografies de Plató—Diogenes, Olimpiodore el Jove, Filodemi (si es vol considerar que els fragments dels Academica no constitueixen cap biografia seua, de ser així cal doncs partir d'Olimpiodore el Jove) i altres autors anònims—foren escrites prop de cinc-cents anys després de la seua mort. Llevat d'algunes dades considerades com a certes, les informacions sobre la seua biografia han de prendre's sempre amb cautela.

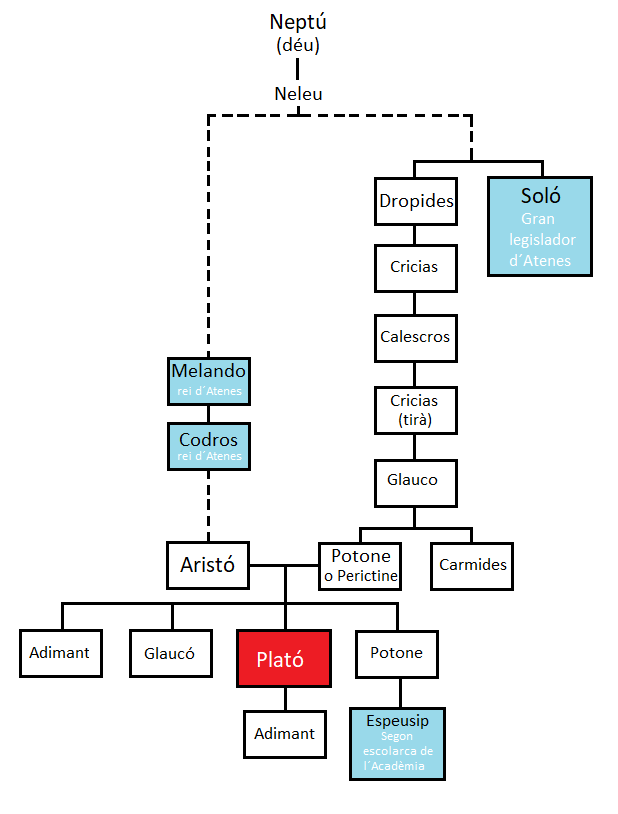
Arbre genealògic de Plató segons Diògenes Laerci

### Naixement i context familiar
No es coneixen exactament el lloc i la data de naixement de Plató, però se sap amb seguretat que pertanyia a una família aristocràtica i influent. Basant-se en fonts antigues, la majoria dels estudiosos moderns creuen que va néixer a Atenes, encara que Diògenes diu que va néixer a Egina, entre el -429 i el -423.
La genealogia dels seus avantpassats és incerta en quant a la branca del pare. Segons una tradició qüestionada, transmesa per Diògenes Laerci, el pare de Plató, Aristó, descendia de Codros, rei d'Atenes i, per tant, també de Melant, rei de Messènia. La família de la mare de Plató, Periccíone, sembla més ben establerta tot i que es vantava d'una relació amb Soló, el famós legislador i poeta líric atenenc. Periccíone era germana de Càrmides i neboda de Críties, dues figures prominents dels Trenta Tirans, el breu règim oligàrquic que va seguir la caiguda d'Atenes al final de la Guerra del Peloponès (404-403 aC).

Genealogia de la família de Plató.

A més de Plató, Aristó i Periccíone van tenir dos fills més, Adimantos i Glaucó, i una filla, Potone, mare d'Espeusip (el nebot i successor de Plató al capdavant de la seua Acadèmia). Segons La República, Adimantos i Glaucó eren més grans que Plató, però Xenofont, en els seus Records de Sòcrates, presenta Glaucó com a més petit que Plató. Periccíone hauria tingut una primera unió, on va néixer Admantos, narrador de Parmènides. Segons la tradició de les grans famílies del seu país, Plató hauria d'haver rebut el nom del seu avi Arístocles. Es pensa doncs que Plató seria un sobrenom que vol significar "de grans espatlles", probablement atorgat per la seua forma física, considerada atlètica. Si més no, això és el que es desprèn d'Epictet de Hieràpolis.
Es deia que Aristó va intentar forçar Periccíone, però va fracassar en el seu propòsit; llavors, el déu Apol·lo se li va aparèixer en una visió i, de resultes d'això, Aristó va deixar en pau Periccíone. Una altra llegenda explicava que, quan era un bebè, una vegada, mentre dormia, unes abelles es van posar als llavis de Plató: un auguri de la dolçor d'estil amb la qual discutiria la filosofia.

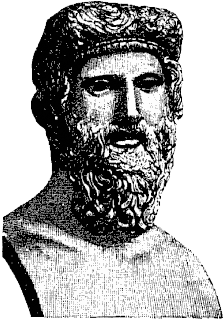
Bust de Plató

Sembla que Aristó va morir quan Plató era un nen, encara que la datació exacta de la seua mort és difícil. Periccíone, llavors, es casà amb Pirilampes, germà de la seua mare, que havia servit moltes voltes com a ambaixador a la Cort persa i era amic de Pèricles, el líder de la facció democràtica d'Atenes. Pirilampes ja tenia un fill d'un matrimoni anterior, Demos, que va ser famós per la seva bellesa. Periccíone va donar a llum el segon fill de Pirilampes, Antifont, el germanastre de Plató que aparïx a Parmènides.
En contrast amb la discreció sobre si mateix, Plató introduïa els seus familiars distingits als seus diàlegs, o els esmentava amb certa precisió: Càrmides té un diàleg que porta el seu nom, Críties parla tant en el Càrmides com en el Protàgores, Adimant i Glaucó prenen part important a La República. A partir d'aquestes referències i d'altres, es pot reconstruir el seu arbre genealògic, i això suggerix una quantitat considerable d'orgull de família. Segons Burnet, "l'escena d'obertura del Càrmides és una glorificació de tota la connexió [familiar]... Els diàlegs de Plató no són només un monument a Sòcrates, sinó també als dies més feliços de la seua pròpia família".

#### Data i lloc de naixement

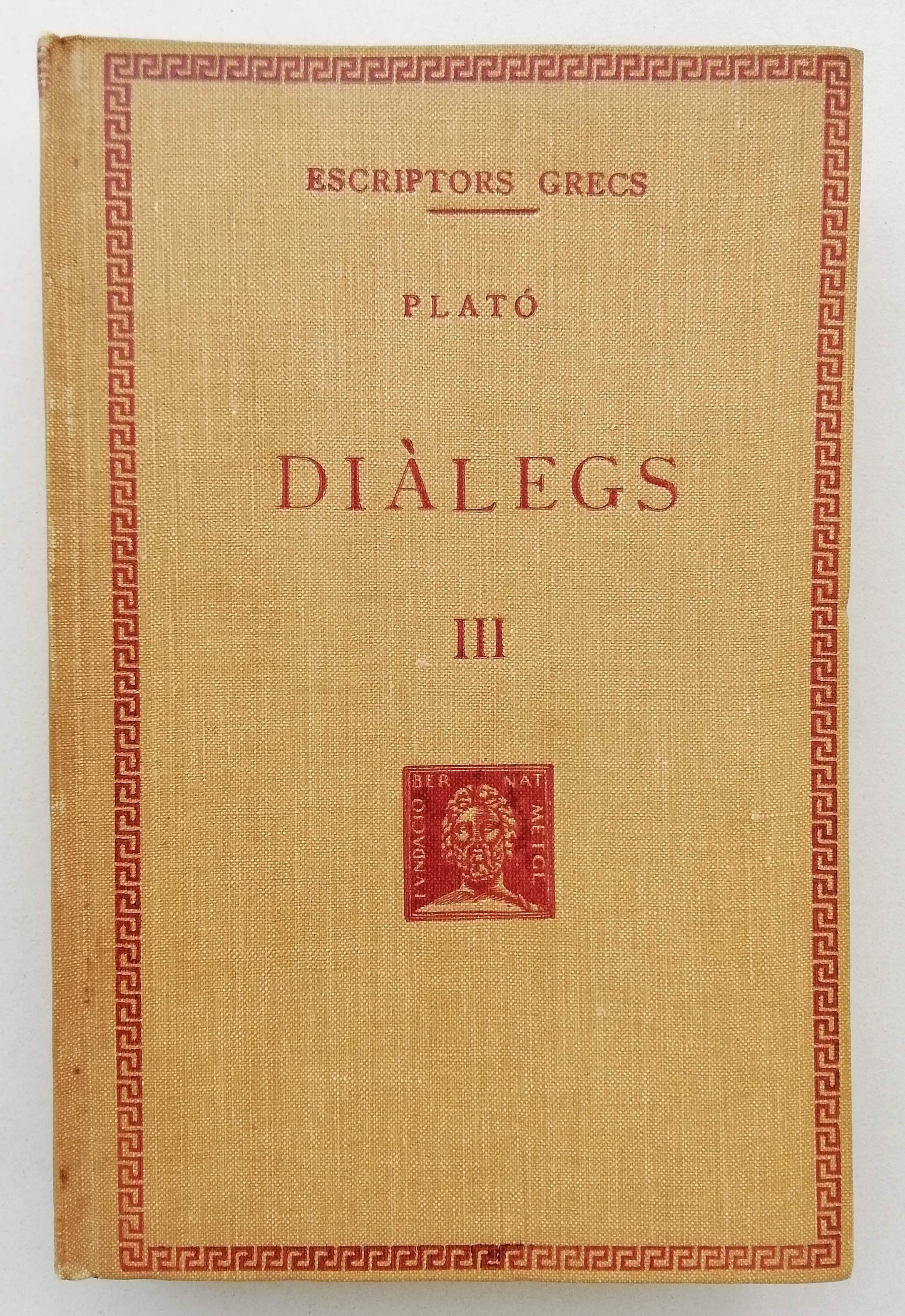
Tercer volum dels Diàlegs, obra magna de Plató, traduïts tots al català en 21 volums per la Col·lecció Fundació Bernat Metge. A la imatge traducció de Joan Crexells publicada a Barcelona l'any 1928

El gramàtic Apol·lodor d'Atenes afirma a les seues Cròniques que Plató va néixer el primer any de la 88a olimpíada (427 aC), el setè dia del mes Targelió; segons aquesta tradició, el Déu Apol·lo va néixer aquest dia. Segons un altre dels seus biògrafs, Neantes, Plató tenia vuitanta-quatre anys quan va morir. Si acceptem la versió de Neantes, Plató era sis anys més jove que Isòcrates i, per tant, va néixer el segon any de la 87a olimpíada, l'any en què va morir Pèricles (429 aC). Segons la Suda, Plató va néixer "a Egina a la 88a olimpíada, en el preludi de la Guerra del Peloponès i va viure 82 anys". Sir Thomas Browne també creu que Plató va néixer a la 88a olimpíada. Els platònics del Renaixement celebraven el naixement de Plató el 7 de novembre. Wilamowitz-Moellendorff estima que Plató va néixer quan Diòtim era arcont epònim, és a dir, entre el 29 de juliol del -428 i el 24 de juliol del -427. El filòleg grec Ioannis Kalitsounakis creu que el filòsof va néixer el 26 o 27 de maig del -427, mentre que Jonathan Barnes considera el -428 com l'any de naixement de Plató. Per la seva banda, Debra Nails afirma que el filòsof va néixer el 424/423 aC.
Diògenes Laerci esmenta que Plató "va néixer, segons alguns autors, a Egina, a la casa de Fidíades, el fill de Tales". Diògenes esmenta com una de les seues fonts la Historia universal de Favorí. Segons Favorí, Aristó d'Atenes, pare de Plató, i la seua família van ser enviats per Atenes per establir-se com a clerucs (colons que conservaven la seua ciutadania atenesa), a l'illa d'Egina, d'on van ser expulsats pels espartans després del naixement de Plató allà. Nails assenyala, però, que no hi ha constància de cap expulsió espartana dels atenencs d'Egina entre el -431 i el -411. D'altra banda, a la pau de Nícies, Egina es va deixar tàcitament sota el control d'Atenes, i no va ser fins a l'estiu del -411 que els espartans van envair l'illa. Per tant, Nails conclou que "potser Aristó era un cleruc, potser va anar a Egina el 431, i potser Plató va néixer a Egina, però res d'això permet una datació exacta de la mort d'Aristó (o el naixement de Plató)". Egina és considerada com a lloc de naixement de Plató per Suides també.

### Educació
Segons Diògenes, Denis, mestre d'escola, gramàtic, professor de lletres, va ser un dels mestre de Plató. Aquest darrer també va tenir com a professor de gimnàstica el lluitador Aristó d'Argos que li hauria donat el sobrenom de Plató. Hauria estat alumne de Teodor de Cirene, deixeble de Protàgoras, preceptor de Sòcrates i de Tetet, que li hauria ensenyat matemàtiques. Segons va deixar escrit Olimpiòdor, Plató hauria obtingut dos premis als Jocs Olímpics i als Jocs Ístmics en què hi hauria participat com a lluitador. Finalment, segons que diu Plutarc, Plató era molt bo en música. Hauria estat alumne de Dracó i de Metellos; sabem que la música era a ulls de Plató una peça mestra de l'educació. No hi ha cap mena de dubte que Plató ha rebut l'educació tradicional que correspon al seu estatut a la societat. El recorregut que en dona Diògenes revela d'una "il·lustració narrativa de les principals influències teòriques exercides sobre la persona de Plató". Fet que permet dir que la biografia de Plaó és inventada i concebuda posteriorment a partir d'obres seues. Apuleu fa saber que hauria estat influenciat en primer terme per pensadors iònics com ara Heràclit, Parmènides, Zenó i Anaxàgores i és amb la mort de Sòcrates que Apuleu s'adona a la doctrina de Pitàgores.
Espeusip, nebot de Plató, lloa la rapidesa mental i la modèstia que va tenir quan era nen, així com el seu amor pels estudis. A la seua joventut s'hauria interessat per les arts com ara la pintura, la poesia i el drama; de fet, s'ha conservat un conjunt d'epigrames que s'accepten d'hàbit com a autèntics i, la tradició, fa palès que hauria escrit o tenia interès a escriure tragèdies, afany que hauria deixat de banda un cop comença a freqüentar a Sòcrates, --caldria fer notar les dures crítiques que Plató fa de les arts a La República. També, segons es veu a la seua teoria educativa, sempre es va interessar per la gimnàstica i els exercicis corporals, i certes fonts fan saber que s'hauria dedicat a les pràctiques atlètiques; hauria participat així mateix a algunes batalles de la Guerra del Peloponès i de la Guerra de Corint, però no hi ha informació relativa llevat de mencions senzilles sobre l'afer.
Pel que fa a la seua primerenca formació intel·lectual, Aristòtil comenta que, abans de conèixer a Sòcrates, Plató ja hauria conegut Cràtil i, d'aquí, les seues idees sobre tot allò sensible es troba en esdevenir i, per tant, no és possible el coneixement científic; encara que després, induït per Sòcrates i el seu ensenyament i insistència en inquirir i definir què és cada cosa per poder parlar-ne amb propietat, es va convèncer que hi havia realitats cognoscibles i, per tant, permanents, tot decidint que no eren sensibles -l'àmbit d'allò que sempre s'esdevé i mai no és- sinó de naturalesa intel·ligible. Aquest és, segons que deia Aristòtil, l'origen de la teoria de les Idees, i la informació que ens proporciona, ens forneix elements per reconstruir una mica més bé l'itinerari biogràfic-intel·lectual de Plató.
Amb 21 anys, va passar a formar part del cercle de Sòcrates, el qual va produir un gran canvi en les seves orientacions filosòfiques. Després de la mort de Sòcrates, Plató es va refugiar a Mègara, on va començar a escriure els seus diàlegs filosòfics.
Més tard, va viatjar durant deu anys per Egipte i diferents llocs d'Àfrica i Itàlia. A la Magna Grècia, es va fer amic d'Arquites de Tàrent i va conèixer les idees dels seguidors de Parmènides. A Sicília, va voler influir en la política de Dionisi I i el va intentar convèncer d'aplicar algunes de les seves idees filosoficopolítiques. Per aquesta causa va ser empresonat.
Aníceris de Círene va reconèixer Plató en la venda d'esclaus i el va comprar per a tornar-li la llibertat. Després de recobrar la llibertat, Plató va comprar una finca als afores d'Atenes, on va fundar un centre especialitzat en l'activitat filosòfica i cultural, al qual va donar el nom de l'Acadèmia. Va morir d'un atac de cor en un banquet a una edat avançada.
El seu fill Antifont (Antiphon, Ἀντιφῶν) fou immortalitzat al diàleg Parmènides. El nom li fou donat en honor del pare de la muller de Plató, segons el costum atenenc.

### Plató i la vida política
Plató, degut als seus orígens, es relaciona estretament amb el partit oligarca que tot i així deshonora. Sembla que no fou del tot insensible a la celebritat que tenia la seua família, que menciona al Teetet i a Càrmides. A La República hi considera la política com un honor, el deure més gran 'un ciutadà i el coronament d'una vida filosòfica.
Malgrat tot, Plató abandona de bona hora la vida política, una carrera que s'associa per excel·lència a Atenes a l'home alliberat. Segons la Carta VIIa, l'autenticitat de la qual és normalment acceptada, va mirar d'introduir-se en política, a més de prendre part en el govern dels Trenta tirans; un govern despòtic i sanguinari que hauria procedit a vora 15000 execucions sumàries. Hauria renunciat a la vida pública, enutjat pels excesos i les forrolles del partits.
Quan era jove, sentia efectivament la mateixa cosa que molts senten en aquesta situació: m'imaginava que havent-me fet mestre, tenia tot el dret d'ocupar-me dels afers comuns dela ciutat. Vet aquí com l'atzar em va dur a les coses de la ciutat. El règim era aleshores efectivament objecte de virulentes crítiques per part d'un gran nombre i per això esclatà una revolució […] I jo, veient-ho, i els homes que s'ocupaven de la política, com més examinava en profunditat les lleis i els costums alhora em feia gran, més em va semblar difícil administrar correctament els assumptes de la ciutat. No era efectivament gens possible portar-ho a terme sense amics i associats dignes de confiança i no era gaire fàcil trobar-ne entre els qui tenia a prop, ja que la nostra ciutat ja no s'administrava pas segons els costums i hàbits dels nostres pares.
Carta VII, 324.
L'any -403, la democràcia és restablerta a Atena per Trasibul d'Atenes i Anitos d'Atenes, un dels qui acusarà Sòcrates quatre anys més tard.

### La trobada amb Sòcrates
Diògenes Laerci fa saber que Plató va conèixer a Sòcrates amb 20 anys, per bé que l'historiador WKC Guthrie sembla estar convençut que ja s'hi avenia força abans. De totes, cal esmentar que la primera trobada que tingué lloc entre el 412 i el 407 (és a dir, entre els quinze i vint anys aprox. de Plató). A partir d'aquest punt, es va tornar en un dels membres més propers del cercle socràtic fins que l'any 399, Sòcrates, amb vora els setanta anys, és condemnat a pena de mort pel tribunal popular d'Atenesa, acusat pels ciutadans d'Ànit i melet d"impietat" (és a dir, de no creure en les divinitats o d'ofendre-les) i de "corrompre la joventut". L'Apologia a Sòcrates presenta un home que, davant el tribunal, tot assajant la seua defensa, acusa els seus opositors de cometre una injustícia; a la seqüència dels fets esdevinguts amb la declaració de culpabilitat, menciona tot seguit a un grup d'amics que es troben a la tribuna, entre els quals hi havia Plató. Tanmateix, Plató mateix fa que Fedó acabe dient, al diàleg que duu el seu nom, tot referint-se a Equècrats, durant la darrera tarda de Sòcrates amb els seus amics abans de beure la cicuta, que "Plató estava malalt, crec". Així, amb relació a l'absència de l'amic, W. K. C. deixa escrit que: "jutjar-lo desfavorablement degut a això seria del tot injust atès que la circumstància no només es llega a Plató, sinó que al conjunt de Fedó, per no haver dit res en altres diàlegs, la qual cosa deixa fora tot dubte sobre la indubtable realitat i la força de la seua devoció cap a Sòcrates. Els seus sentiments van ser certament tant intensos que no va ser capaç de suportar l'espectacle d'esdevenir testimoni de la mort real del millor, el més savi i el més just dels homes que va conèixer".

### Els viatges de formació acadèmica
Plató hauria viatjat a Egipte segons fa testimoniar Plutarc, Estrabó, Ciceró i Hermòdor. Diògenes escriu que "amb vint-i-vuit anys, va marxar a Megara, a ca Euclides, acompanyat d'alguns alumnes d'en Sòcrates, aleshores ja mort". Segueix el viatge a Cirenes de la mà de Teodor de Cirenes (conegut també com a Teodor el matemàtic) i, tot seguit, pren camí direcció d'Itàlia, a ca Filolau i Eurit, dos pitagòrics. El viatge a Egipte hauria tingut més importància i de ben segur que va ser més llarg. Sabem que va sorjornar a Egipte a casa de clergues d'alt grau d'Heliopolis. Tot i així, existeix controvèrsia sobre el seu viatge egipci perquè els coneixements que aporta sobre el país semblen ser indirectes i estereotipats; l'obra va plena de records que conformen testimoniatges. Segons Plutarc, Plató hauria venut oli a Egipte per poder-se pagar el viatge de retorn. Hauria estat al sud d'Itàlia, a Tàrent, designada aleshores com a Gran Grècia. És allà on va trobar els pitagòrics Filolau, i alumnes seus com ara Timeu i, probablement també, Arquites de Tàrent. Això no obstant, a la VIIa Carta, deixa pensar que Plató hauria trobat a Arquites només durant el segon viatge a Sicília.

### La fundació de l'Acadèmia i la crisi intel·lectual

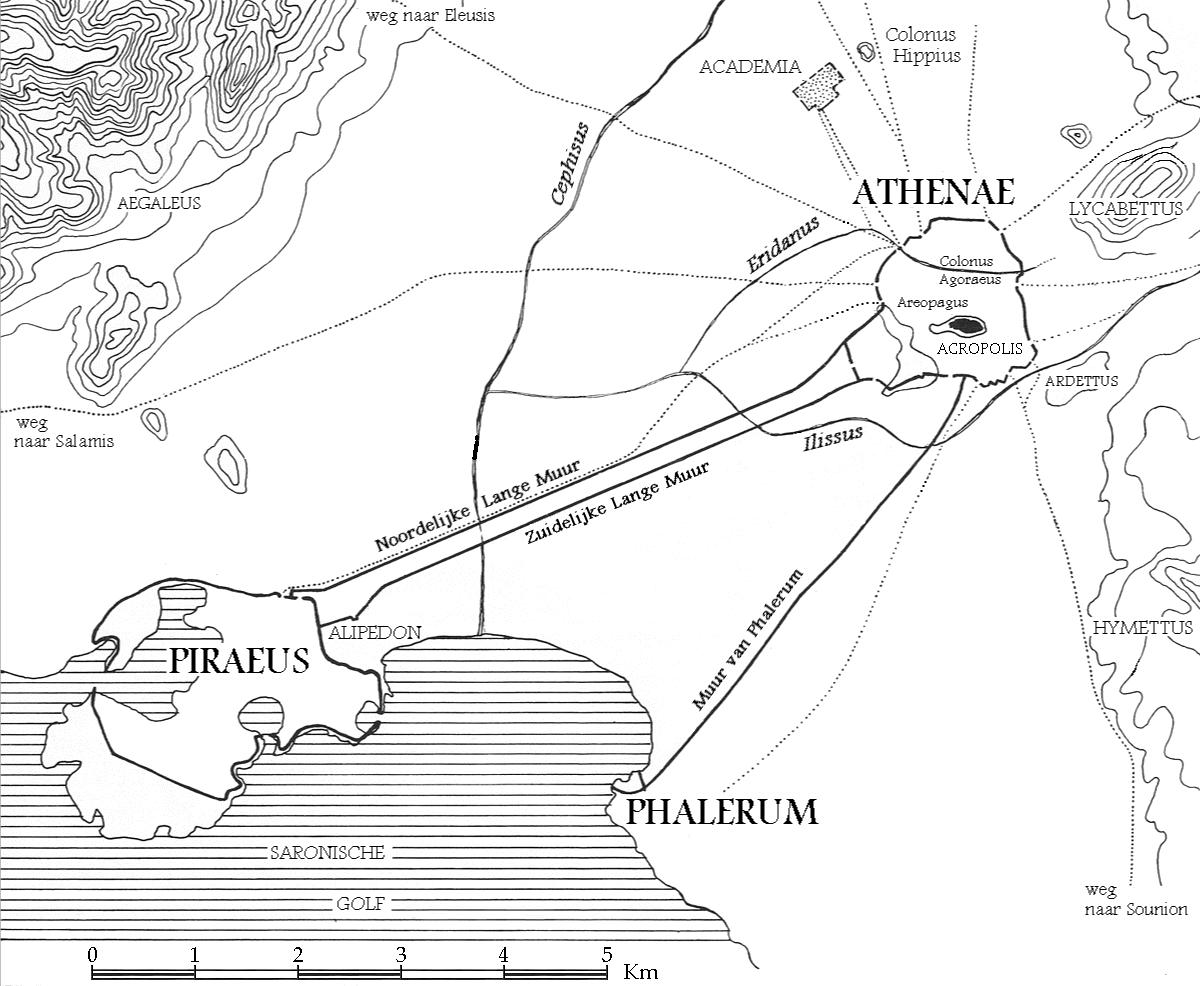
Plànol de l'antiga Atenes. L'Acadèmia s'ubica al nord de la ciutat.

Després del fracàs polític a Siracusa, Plató funda l'any -387 a Atenes, prop de Colònia i del gimnàs d'Academos, una escola que fa designar "Acadèmia", segons el model pitagòric. Hi exercix de professor durant pop de quaranta anys. La llegenda diu que el frontó de l'Acadèmia s'hi llegia "no entreu si no sou geòmetres". La institució ensenyava ciències exactes per preparar a l'estudi de la filosofia vulga ser per la banda aplicada com especulativa.
Alguns dels filòsofs il·lustres formats a l'Acadèmia:
- Teofrast
- Aristòtil
- Pàmfil
- Felip d'Opont
- Amintas d'Heracli
- Quió, Èsquines, Hipèrides, Clearc, Hermòdor, Foció, Demòstenes, Dinostrat, Cal·lip de Siracusa, Èurodx, Lleó de Bizanci, Hestiau, Heràclit, Espeusip, Xenòcrates, Menecme, Menèdem, Eufraus, Lleó,
- Hermes
- Aristònim
- Pitó i Heràclid
- Equècrates
- Teodectes
- Axiotea
- Lastènia

L'escola va obrir les portes durant prop de vuit segles, fins l'arribada del regne de l'emperador romà d'Orient Justinià l'any 529.
Vora l'any -370, Plató travessa un llarg període de crisi intel·lectual, mitjançant el qual es pregunta sobre la teoria de les idees (reflexió que trobem als diàlegs Parmènides i Sofista).
Pren cosnciència de la dificultat d'associar idees entre elles i, sobretot:
- de la participació no assimètrica de les idees amb les coses sensibles
- la comunió entre les idees i el Bé

Alhora sembla que admet, induït per Èudox, la idea d'un ordre al món sensible, i s'orienta cap a un dualisme de tipus oriental: "aquest univers el guia la Divinitat en el conjunt del seu camí com s'abandona tot sol".

### Darrers viatges i últims escrits
Mentre va deixar a càrrec d'Èudox l'escola, s'endinsa l'any -367 en un segon viatge polític a Sicíclia. Allà Dió de Siracusa li demana d'ensenyar-li filosofia al seu germà Dionisi II, fill de Dionisi el Vell. Però ben aviat el seu alumne és bandejat de Dió, acusat de complotista, de manera que Plató és detingut durant un any a la ciutadella d'Ortígia. Plató hauria estat a Sicília amb disposició de reformar, tot creient en una ciutat governada segons els principis filosòfics exposats al seu diàleg de La República.
El tercer i darrer viatge polític de Plató a Sicília va tenir lloc l'any -360. Un any després, Dionisi II dit el Jove, promet atorgar-li la gràcia a Dió a canvi que Plató torne en un tercer viatge a Sicília. Plató, amb seixanta-vuit anys, confia l'Acadèmia a Heràclit i accepta el retorn, per una qüestió d'amistat. Però, tanmateix, dionisi no complix amb les promeses. Plató torna a ser privat de llibertat. La seua vida es troba aleshores en perill i el pitagòric Arquites degué enviar ajut per alliberar-lo. És el cas per aprofundir en el pitagorisme. És llavors (o a la mort de Filotau) que compra vers el -380 "tres llibres sobre doctrina pitagòrica" a Filolau. El Timeu, en tot allò que fa referència a l'Ànima del món, sobre les nocions d'harmonia i meditació, és pitagòric i es pot trobar a Fileb una certa oposició al pitagorisme. Durant els prop de tretze anys de la seua vida, de -360 a -347, plató no sembla pas haver marxat d'Atenes: al si de l'Acadèmia hi continua escrivint i estudiant, redactant el Timeu, les Lleis i el Critias.
Segons que narra Neanthe, durant els Jocs Olímpics de -360, es torna a trobar amb Dió i li aconsella de renunciar a una expedició contra Denis II. Quatre anys més tard, Dió bat Denis II en combat, per bé que és assassinat per un amic seu, el Cal·lip d'Atenes. Plató, amb 80-81 anys, mor a Atenes el -347 o -346, després d'un sopar i, de fet, després de la sentència. La tradició simbòlica vol que haja mort cap als 81 anys, els 81 són el quadrat de 9. Plató és inhumat a l'Acadèmia de Filodem de Gàdara, destruïda l'any 86 aC. La sepultura de l'erudit es troba al jardí reservat per a ell i que porta el seu nom a l'Acadèmia d'Atenes, dins d'un espai privat dedicat a la seva escola, prop del Museion consagrat a les Muses. La ubicació exacta de la tomba es va saber el 2024 mercès a l'estudi amb intel·ligència artificial dels papirs carbonitzats trobats a Herculà durant les excavacions d'entre el 1750 i el 1762.

## Influències
A tot l'estudi que el filòsof Simone Weill ha realitzat a l'entorn de Plató, n'acaba afirmant que "contràriament a tots els altres filòsofs, Plató repetix constantment que no ha inventat res, que no ha fet altra cosa que continuar amb una tradició. S'inspira vulgui ser de filòsofs anteriors dels qui posseïm alguns fragments però de qui n'assimila la síntesi general, vulgui ser del seu mestre, Sòcrates, com aviat s'inspira de les tradicions secrets gregues de les que no en sabem gairebé res, llevat del que el mateix Paltó ens fa saber, com la tradició òrfica, els misteris d'Eleusis, la tradició pitagòrica i probablement les tradicions d'Egipte i d'altres països d'Orient".
Sòcrates i els sofistes són versemblantment les figures que més ressonen als diàlegs de Plató, el primer en tant que interlocutor principal, els segons en tant que adversaris. No són així i tot els únics pensadors o escriptors presents als diàlegs, on s'hi reflectix abastament la cultura del seu temps.
No sempre es pot determinar amb precisió la mesura d'un aspecte o altre de la cultura que va alimentar el pensament platònic, ni tampoc no és fàcil de dilucidar amb certesa les al·lusions. Les referències fetes per Plató son, en efecte, ben sovint al·lusives i no fan mai, contràriament al seu alumne Aristòtil, cap exposició doxogràfica sobre una qüestió concreta.
D'entre els autors més rellevants que marquen l'entorn cultural de l'obra de Paló, ultra Sòcrates i els sofistes, convé marcar-hi els filòsofs presocràtics, com ara Homer.

### Pitàgores
Pitàgores, o en si tots els platònics, han exercit una forta influència en Plató, si bé és difícil designar-ne amb precisió els punts: l'ensenyament pitagòric estava reservat els iniciats i només tenim dues referències explícites als diàlegs de Plató, referències que no aporten gran cosa més sobre allò que Plató hauria agafat del pitagorisme.
Aristòtil a Metafísica hi indica que la filosofia de Plató continua de forma molt estreta els ensenyaments dels pitagòrics.
Ciceró reprèn aquest assumpte "Platonem ferunt didicisse plythagorea omnia" o el que és el mateix "diuen que Plató li deu tot a Pitgòres".
Bertrand Russell, a la seua Història de la filosofia occidental, hi afirma que la influència de Pitàgores en Plató i altres filòsofs és tant gran que pot ser considerat com el filòsof més influent d'Occident.
Segons R. M. Hare, el pensament dels pitagòrics ha marcat conseqüentment el del Plató en tres punts principals:
- Primer de tot, la República de Plató pot ser vista com un projecte lligat a la idea de comunitat altament organitzada de pensadors com els que Pitàgores aviat instat a Crotona
- Tot seguit hi ha presumpcions importants que Plató pren de Pitàgores que les matemàtiques i més generalment el pensament abstracte són una base segura a la fegad aper a la filosofia, la ciència i la moral
- En darrer lloc, Plató i Pitàgores han compartit tots dos una aproximació mística quant a l'ànima i al seu lloc al món material (vegeu-ne més a la secció sobre l'anima, més avall). És ben probable que varen ser induïts per l'orfisme.

### Parmènides i Heràclit
Plató considera a Parmènides, a la Sofística, com el pare de la filosofia, cosa que cal "matar" per posar-ne de manifest la falsedat del discurs. I és que en efecte, segons Parmènides, només l'ésser és, és del tot impossible tenir discursos sobre allò que no és. Però, el fals discurs, el dels sofistes, existeix; per conseqüent, cal agafar com a préstec la via prohibida de Parmènides, la via segons la qual el no-ésser és, de certa manera.
La seua reflexió s'inspira de la d'Heràclit: "Plató, des que era ben petit, s'havia familiaritzat amb el comerç de Cràtil, el seu primer mestre, amb aquesta mateixa opinió d'Heràclit que tots els objectes sensibles són perpetus i que no existix cap mena de ciència possible dels objectes. Plató reprèn, per exemple, la tesi heràclita del flux perpetu, tot i que hi afig la seua teoria de les idees; l'extensió i la natura exactes de les seues influències no es coneixen molt bé.
Heràclit i Parmènides, tot seguitn el camí que havia començat a traçar els filòsofs grecs presocràtics com és el cas de Pitàgores, es va allunyar de la mitologia i va iniciar-se a la tradició metafícia que va influenciar de forma important a Plató i continua fent-ho hui també.

### Sòcrates i Plató
Plató va ser el "deixeble" de Sòcrates, però la naturalesa exacta de les relacions entre Sòcrates i Plató no són ben bé conegudes. Plutarc diu a Opinions dels Filòsofs que les opinions de Sòcrates i de Plató, vulga com siguen, es resumixen a una. Segons tota versemblança, Plató entra en contacte amb Sòcrates cap al -407, amb vint anys, i es coneixeran durant vuit o nou anys: a la mort de Sòcrates, tenia doncs aproximadament vint-i-vuit anys. El lloc que ocupava Plató entre els deixebles de Sòcrates és desconegut.
Tots els diàlegs de Plató, llevat de les Lleis i la Sofística, donen protagonisme a Sòcrates encara que no li atorguen sempre el primer rol; aquesta omnipresència demostra la influència que Sòcrates va exercir sobre Plató. De quan era viu Sòcrates, tots els fidels del cercle socràtic, vinguts de tots els punts de l'horitzó filosòfic "comunicaven no pas des de l'acceptació d'una doctrina filosòfica, però des d'un tipus de culte sentimental vers el caràcter del mestre, en confiança amb la seua direcció espiritual". És doncs la persona mateix de Sòcrates que explica la naturalesa del vincle que l'unix amb Plató: per a ell com per als altres fidels del cercle, la conducta de Sòcrates constituïx un exemple sobrehumà, i el seu pensament, un objecte de meditació i d¡examen. Quan, a Fedó, Plató fa la llista de la gent propera a Sòcrates que acut al tribunal, subratlla la seua absència: "Plató, crec, estava malalt" diu Fedó; la formulació hipotètica (crec) en boca del millor informat és l'afirmació implícita que la narració de la mort del mestre és infidel. Els diàlegs comporten, certament, diverses lloances cap a Sòcrates, però pronunciades per personatges dels qui no en sabem amb total certesa si hem de considerar-los o no com a portant-veus de Plató, si bé que axiò és probable. L'únic passatge on Plató parla de Sòcrates en nom seu, és la Carta VII, l'autenticitat de la qual s'admet normalment:
Entre més, Sòcrates, amic meu, qui era més gran que jo, i de qui, crec, no m'estaria de dir que era l'home més just d'aquesta època, l'enviaren (els trenta tirans) amb altres a cerca un ciutadà, a la força, amb vista de donar-li mort, amb l'objectiu evident de fer-lo còmplice de la seua acció, de grat o de força; però ell, va rebutjar obeir i va preferir córrer el risc necessari, que ser associat a les seues fosques maniobres.
La presentació que fa Plató de Sòcrates va plena en canvi d'explícits. Sòcrates hi aparïx, per exemple, com el veritable amic a Lisis, com un home coratjós a Covard, com un home savi a Càrmides. Una altra característica, que molts vegades ha estat rellevada pels seus interlocutors i que Plató presenta, és l'atopia de Sòcrates, dit altrament, el seu caire desconcertat de què forma part aquesta maniobra irònica que consistix a frenar la innocència i a pretendre reconèixer la saviesa del seu interlocutor. Però poc importa que Plató, de cops trànsfuga del vertader Sòcrates, l'haja presentat, de certa manera, com un "súper-home". Molts són els trets de Sòcrates que contribuïxen a fer-ne una imatge frapant, lluny del Savi abstracte dels estoics.

## Obra
L'obra de Plató es caracteritza pels seus diàlegs filosòfics.
Aquests diàlegs es poden dividir en quatre fases:
1. Primers diàlegs (o Diàlegs socràtics). Es caracteritzen per les seues preocupacions ètiques. Els més destacats són: Apologia de Sòcrates, Critó, Protàgores, Càrmides, Trassímac i Eutrifró.
2. Època de transició. Aquesta fase es caracteritza també per qüestions polítiques. Destaquen: Gòrgies, Menó, Cràtil i Menexè.
3. Època de maduresa o diàlegs crítics. En aquesta fase destaquen: El convit, Fedó, La República i Fedre.
4. Diàlegs de vellesa o diàlegs crítics. En aquesta fase, revisa les seues idees anteriors. Destaquen: Teetet, Parmènides, Sofista, Polític, Fileb, Timeu i Lleis.

Aquests diàlegs constitueixen la doctrina escrita de Plató; per testimonis de deixebles i referències d'autors posteriors, se sap que hi ha una part de la seva obra, la part esotèrica, transmesa de manera exclusivament oral. Gran part d'aquesta obra s'ha perdut, encara que poden trobar-se restes en les escoles platòniques i neoplatòniques que les van anar transmetent.

## Estil literari

### Ús dels diàlegs
Plató va escriure principalment en forma de diàlegs. A les seves primeres obres, diferents personatges hi discuteixen un tema mitjançant preguntes que es fan mútuament. Sòcrates n'és el personatge prominent i per això mateix es parla de "diàlegs socràtics". A través del Mite de Theuth i Thamus explicat per Sòcrates, hi diu que el saber de l'escriptura no es plasma a l'ànima i no es pot fer preguntes a l'autor, contràriament al diàleg. L'estructura en forma de diàlegs permet a Plató d'expressar opinions impopulars per compte de personatges antipàtics, com ara Trasímiac que trobaríem a la República. Per a Plató, pensar és un diàleg amb l'ànima mateixa.

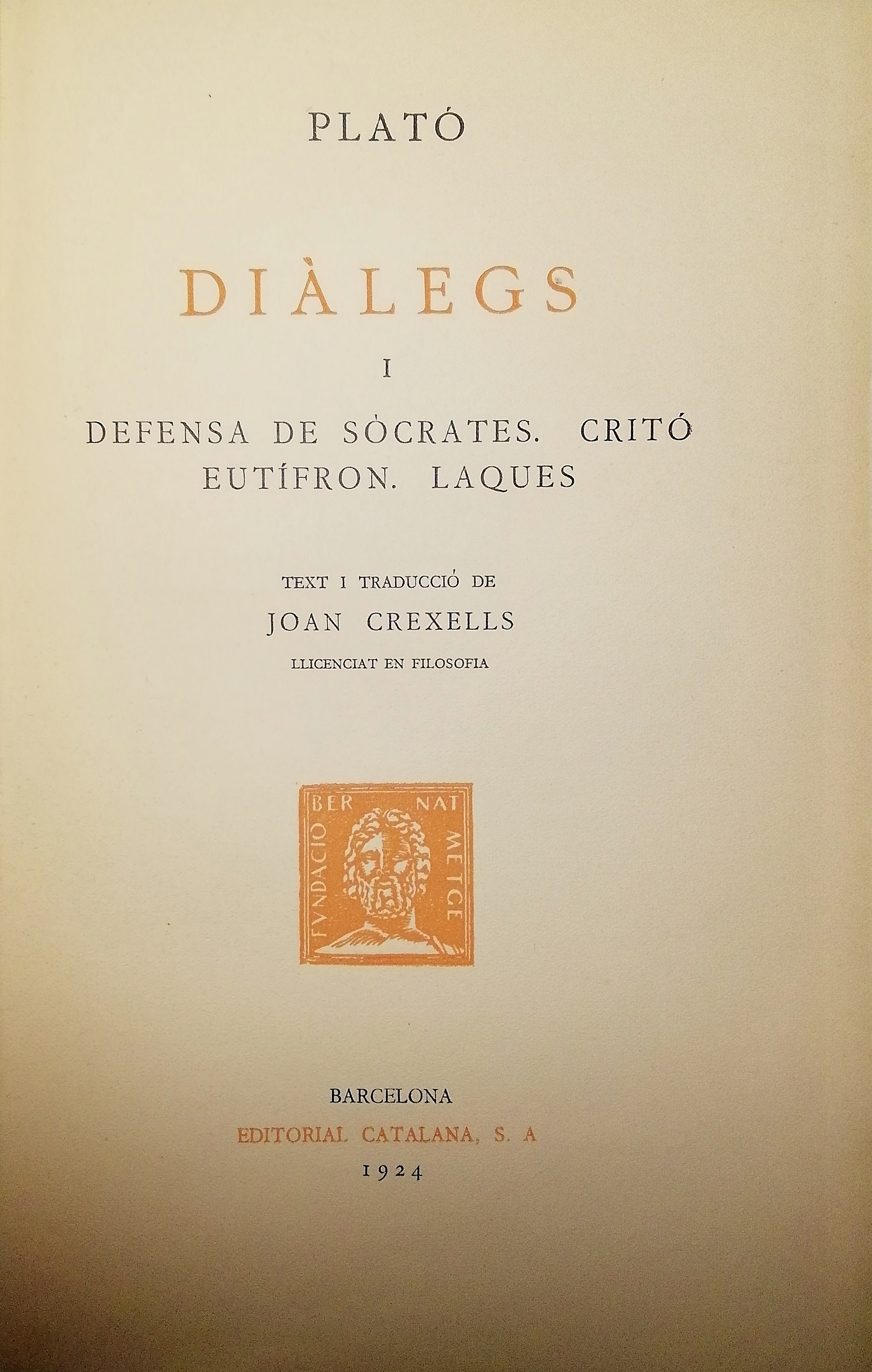
Diàlegs de Plató. Traducció de Joan Crexells. Edició de la Fundació Bernat Metge de l'any 1924

Els personatges dels diàlegs normalment són personatges històrics, com ara Sòcrates, Parmènides d'Elea, Gòrgies i Fedó d'Elis, per bé que hi ha cops també hi apareixen alguns de qui no tenim cap registre històric llevat del testimoniatge platònic. Convé posar en relleu, a més a més d'això, que malgrat que a molts diàlegs hi apareixen deixebles de Sòcrates, Plató no hi apareix mai com a personatge. Només és mencionat a Apologia de Sòcrates i a Fedó, però no apareix mai discutint amb el seu mestre ni amb ningú més.
La naturalesa d'aquests diàlegs canvia substancialment tot al llarg de la vida de Plató. S'acostuma a reconèixer normalment que les primeres obrtes de Plató estaven basades en el pensament de Sòcrates, mentre que les posteriors se n'allunyen. Als seus darrers diàlegs, que tenen la forma més aviat de tractats, Sòcrates s'hi trobat callat o absent, mentre que als immediatament anteriors, la figura principal i els interlocutors es limiten a respondre-hi amb un "sí, "per descomptat" i "del tot cert". S'estima que malgrat que els primers diàlegs estan basats en converses reals amb Sòcrates, els posteriors ja són obra i idea de Plató.

### Ús del mite
Els mots mitos i logos han patit evolució en el decurs de la història de la Grècia clàssica. A l'època d'Homer i Hesíode (s. -VIII) s'utilitzaven com a sinònims, amb significat de narració o història. Posteriorment a això, els historiadors com ara Heròdot i Tucídides, així com els filòsofs Parmènides i els presocràtics, introduïren una diferenciació entre tots dos termes, de manera que el mite s'acaba identificant a una narració no verificable i el logos a una narració racional. Com que Plató era un deixeble de Sòcrates i del tot partidari de la filosofia basada en el logos, sembla lògic pensar que hagués evitat l'usatge dels mites. No obstant això, en feu un gran ús. Un fet com aquest ha menat cap a una gran producció de treballs analítics amb què es mira d'esclarir les causes i els objectes d'aquest ús.
Plató distingia entre tres tipus de mites. Primerament, hi havia els mites falsos, com ara els que conten històries de divinitats subjectes a passions i patiments humans, vist que la raó ensenya que Déu és perfecte. Tot seguit, considerava que aquells mites es basaven en un raonament vertader i, per tant, eren vertaders. En darrer lloc, hi trobem els mites no verificables pel fet de trobar-se fora de l'abast de la raó humana però que tenien alguna part de veritat. Els mites de Plató tenen dos tipus de contingut, d'una banda, l'origen de l'univers i, d'altra banda, l'origen i el destí de l'ànima.
Normalment s'accepta que el propòsit de Plató de fer usatge del mite era més aviat didàctic. Considerava que només una minoria era capaç o estava interessada a seguir un raonament filosòfic i, en canvi, la majoria s'interessa per històries i narracions. Es pot dir doncs que feia ús dels mites per vehicular les conclusions dels seus raonaments filosòfics. Alguns dels mites emprats per Plató eren tradicionals, d'altres es basaven en mites tradicional modificats. Crea, de fet, mites a partir de la seva pròpia invenció.
A banda, la història de la ciutat i l'illa perduda d'Atlàntida ens ha arribat com a "història vertadera" a través de les seves obres Timeu i Críties on el personatge de Críties fa ús de l'expressió grega "alēthinós logos" que aleshores s'utilitzava per designar "una història que era de veritat" i, com a tal, és traduïda a totes les versions llatines de dits diàlegs, és a dir, veram historiam, en contraposició al mite (del grec μῦθος, mythos, ‘conte') o conte fabulat. Això no obstant, la figura de Sòcrates mostra un escepticisme cap a aquest relat. Pensadors platònics posteriors prendran la història com una interpretació metafòrica.

## Filosofia
La teoria més coneguda de Plató és la teoria de les idees, en què es relacionen la teoria del coneixement, la de l'amor, la política, i l'educació. Segons Plató el món en què vivim (món sensible) és una còpia d'un altre món, el de les idees (món intel·ligible), que és la realitat vertadera.
Plató deia que la realitat només pot ser apresa o compresa per la intel·ligència no sensible, intel·lectual. Cada idea és única i immutable; al contrari, les coses són múltiples i canviants. La contraposició entre la realitat i el coneixement és descrita per Plató en el cèlebre mite de la caverna.
Resum de la tasca filosòfica platònica:
- Plató espera formar una societat justa. Per això, divideix els ciutadans en tres tipus, segons el tipus d'ànima que tinguin. Per realitzar aquesta divisió, planifica un sistema educatiu amb diferents fases i seleccions, que separen els ciutadans de cada tipus d'ànima. Al final del procés, el filòsof s'encarregarà de governar la polis d'acord amb la idea de bé suprema. El mètode que s'empra en aquest procés educatiu és la dialèctica ascendent (aconseguir allunyar-se del món sensible, apropar-se al coneixement de les idees o essències) i revertir el procés amb la dialèctica descendent.
- Plató segueix Sòcrates en la cerca d'universals (definicions), i descobreix que aquesta necessitat se satisfà amb l'acceptació de l'existència de la dualitat de mons: l'intel·ligible, d'idees eternes, immutables, universals i necessàries, i el món físic, que solament és un reflex de les veritats ontològiques, de les quals participen, o les imiten.
- En l'ànima, resideix el coneixement o record de les idees, que és despertat quan entra en contacte amb el món sensible (teoria de l'anamnesi).
- Hi ha tres graus d'existència i, per tant, tres graus de coneixement.
- La finalitat de la filosofia, i de totes les ciències, és la veritat; per tant, descobrir les idees i essències.

### Teoria de les idees
En La República, Plató es pregunta pel significat de la justícia i la naturalesa de la societat justa, i per contestar aquests interrogants formula una original teoria del coneixement, il·lustrada per mitjà del mite de la caverna, segons el qual són dos els nivells de realitat:
1. El món de les coses, de les aparences, de les ombres, que es perceben amb els sentits. Aquest és el món de la matèria, compost d'objectes imperfectes i subjectes en contínua mutació o canvi, creat pel demiürg a partir de la perfecció de les idees.
2. El món de les idees, de la llum, totalment immaterial, al qual s'arriba a través del camí del coneixement. És el món de les formes ideals, perfectes i universals.

L'abstracte món de les idees té la seva expressió en les paraules i els conceptes. Però les idees no sols són conceptes més o menys generals que serveixen per a ordenar els diferents sentits de les paraules, sinó que són, a més a més, el fonament i el model del món de les coses. Així, les coses són una còpia imperfecta de les idees, ja que estan fetes per un demiürg i no un déu, i per això participen sols en certa manera de la idea que les inspira.
Les idees són internes i corresponen als arquetips, a la forma ideal que serveix de model per a les coses sensibles, que són només un reflex ("ombres"). Les idees s'ordenen jeràrquicament, de manera que la idea suprema té el triple vessant de bé, veritat i bellesa i d'aquesta emanen les altres idees, com del sol prové la llum.

### Teoria de la realitat
Existirien dos mons, un de material i sensible que es percep amb els sentits (món sensible), i un altre d'ideal, formal, que es percep amb la raó (món intel·ligible). I un camí d'ascens dialèctic (pujar d'idea en idea) per recórrer, fins a la idea suprema, la idea del bé.
Mite de la caverna: el món sensible és una caverna on vivim encadenats mirant cap a una paret amb ombres, i creiem que aquestes són l'única realitat que hi ha. Aquestes ombres, però, només són de figures inertes que passen per darrere nostre. Si sortim a l'exterior (món intel·ligible) ens costarà: primer només veurem les ombres de les coses, els seus reflexos, després les podrem mirar directament, i al final podrem mirar directament el Sol (idea del bé).
Un cop s'arriba a la veritat suprema, a la idea universal i necessària, el filòsof fa un descens dialèctic per alliberar la gent de la seva ignorància a la qual viuria encadenada. Amb aquesta explicació mitològica, Plató va utilitzar la hipòstasi per a explicar un mer problema semàntic, que l'ésser humà utilitza només una paraula, diem "taula", per a objectes força diferents que són taules, però que no s'assemblen gaire. Doncs, segons Plató,l'ésser humà, durant la seva vida prenatal, hauria vist la taula «essencial», «real», la qual cosa li permet de reconèixer en la vida actual les ombres, les projeccions imperfectes, de la taula real.

### Teoria del coneixement

Teoria clàssica del coneixement

Plató, seguint Parmènides, divideix el coneixement en opinió i autèntica saviesa. Ho il·lustra amb el símil de la línia, en què explica que hi ha quatre graus de coneixement: el més imperfecte és la imatge de la cosa; per exemple, quan una persona imagina un objecte o el representa en l'art. El segon, encara dins l'àmbit de l'opinió, és la cosa o objecte sensible. Posteriorment, s'accedeix a les abstraccions matemàtiques i en el nivell superior a la idea en si.
Per a accedir a la idea es poden usar tres vies principals. La primera és la maièutica, partir d'una sèrie de preguntes i respostes, d'encadenar arguments per entendre la veritat. Aquesta creença explica per què la filosofia platònica es difon sota la forma de diàleg, en què un mestre ajuda cada deixeble a desenvolupar la seva pròpia convicció. S'ha de tenir en compte, però, que el llenguatge és pura convenció (exposat en el Cràtil) i, per tant, subjecte a canvis socials.
Una altra via és la reminiscència o anamnesi. Com que l'ànima humana ha viscut en el món de les idees i les ha contemplades directament, pot recuperar aquest record en contacte amb les formes sensibles que són còpia d'aquestes; és a dir, per la semblança i grau de participació de la realitat sensible amb la intel·ligible pot reconstruir el concepte exacte d'idea, recordar com era. Aquesta concepció afirma que, en realitat, l'aprenentatge no existeix; cada persona neix amb totes les idees dins de l'ànima, només cal despertar-les amb els estímuls adequats que permetran recordar allò que l'ànima ja coneix.
L'amor és la tercera via de saviesa. L'ésser humà tendeix a preferir les coses belles; neix amb sentiments estètics perquè sap que la bellesa és una de les idees supremes. L'amor pot actuar, doncs, com a camí per apropar-se a la idea primera i a partir d'aquesta reproduir-ne la resta.
Aquesta via es relaciona amb la felicitat, entesa com un plaer intel·lectual que neix de la contemplació de la bellesa (fet que explica el plaer menor relacionat amb l'estètica i l'amor terrenal). La persona que tendeixi a cercar el coneixement i a apropar-se a la idea suprema, assolirà la felicitat.

### Teoria antropològica
Plató defensa un dualisme antropològic, ja que creu que l'ésser humà està compost per dues substàncies diferents, l'ànima i el cos. L'ànima és immaterial i immortal, mentre que el cos pertany al món físic. Hi ha, per tant, un paral·lelisme entre la teoria de les idees, la cosmologia platònica i la seva visió antropològica, com en la majoria dels pensadors grecs: l'ésser humà reprodueix el cosmos a petita escala i la mateixa divisió que existeix en la realitat, entre dos mons o plans, es dona en cada persona.
L'ànima, en tant que pertanyent a una esfera intel·lectual, és l'autèntica essència de l'ésser humà i està presonera del cos. Quan aquest mor, torna al món ideal fins a la propera encarnació. La caiguda des del món ideal fa que oblidi part del que ja sabia, fet que explica que la persona no recordi haver viscut una altra vida fins que entra en contacte amb certs estímuls (com s'explica en la teoria del coneixement).
Metàfora del genet i el cavall
- Genet ↦ ànima
- Cavall ↦ cos

L'ànima desitja sortir del cos, però estan junts en la “cursa de la vida”. L'ànima (el genet) domina el cos (el cavall).
- Mite dels cavalls alats (parts de l'ànima)
  - Auriga: racionalitat. Ens permet conèixer les idees. És la que ens ha de distingir i governar el comportament.
  - Cavall blanc: irascibilitat. És la voluntat, el coratge... les bones emocions.
  - Cavall negre: concupiscència. Aspectes emocionals negatius (plaer, comoditat...).
- Mite de Fedre

En el món intel·ligible, les ànimes més impures no poden passar pels trossos més escarpats, i cauen al món sensible. Allà han de dominar-se i sotmetre el cos a privacions. Un cop mort el cos, l'ànima és jutjada i torna al món intel·ligible si és pura.

### Teoria moral
L'ètica platònica es basa en la raó i en les virtuts naturals que posseeix cada persona. Un individu té una ànima, essència de la seva personalitat i part ideal i eterna de l'ésser humà, que es divideix en tres parts. La part concupiscible és aquella d'on neix el desig, la irascible la ràbia i l'afany de canvi i la part racional és la que busca el coneixement. Aquestes ànimes han d'estar en equilibri, com il·lustra el mite del carro alat: cada persona és com un carro on l'auriga (la raó) controla dos cavalls, el negre corresponent a la part concupiscible, més lligada al cos, i el cavall blanc a l'ànima irascible.
Cada ànima, si està equilibrada, aporta una virtut fonamental a l'individu: la temprança, el coratge o la prudència. En cada persona, domina naturalment una ànima i així s'expliquen les diferències de caràcter. L'ètica impulsa a perfeccionar l'ànima i a assolir el màxim grau de virtut possible i, quan s'arriba a un equilibri perfecte, s'assoleix la justícia com a màxim referent moral.

### Teoria política
Plató lliga la seva teoria política a la doctrina sobre l'ànima humana. Cada ésser humà té tres tipus d'ànima: l'ànima concupiscible, la irascible i la racional. L'ànima concupiscible s'associa al desig, es representa amb el ventre i qui tingui tendència a aquesta hauria de ser un artesà o productor, ja que procurarà satisfer les necessitats pròpies i de tota la polis. L'ànima irascible correspon a l'esperit o els estats d'ànim, es representa amb el pit i és típica dels soldats, que protegeixen la república i defensen els altres. L'ànima racional és la que busca naturalment la saviesa i predomina en els filòsofs, que és qui hauria de governar la ciutat, per poder-ho fer de la millor manera per a tothom.
Cada persona neix amb unes qualitats i una personalitat (un predomini d'una ànima), que si es conrea arriba a la virtut. La virtut per excel·lència de l'ànima concupiscible és la temprança, la de la irascible la fortalesa i la de la racional la prudència. Encara que totes les persones tenen aspectes de les tres parts, sempre en tenen una que domina, per això haurien de ser educades per desenvolupar-la al màxim i assolir la perfecció virtuosa. Alhora, aquestes virtuts són idònies per a una ocupació social concreta (no tindria sentit que una persona que es regís només per la prudència fos militar, per exemple); per tant, el lloc de cada persona en la polis (teoria política) es basa a conèixer les pròpies virtuts i aplicar-les en conseqüència.
El govern que proposa Plató és una aristocràcia, en què regnen els millors, els filòsofs, que són els més preparats per a fer-ho. Aquest plantejament és una utopia i el mateix autor reconeix que no es dona en el món real. De fet, de l'aristocràcia es passa sovint a una timocràcia, que en corrompre's passa a ser una oligarquia, en què manen pocs i no necessàriament els més preparats. Per intentar corregir-ho s'instaura la democràcia, en què tothom pot opinar, però aquesta pot provocar desordres que fan aparèixer la tirania. Proclama que, en el cas d'un mal govern, és preferible la tirania, en què la responsabilitat negativa recau sobre un individu, que una democràcia com l'atenenca, en què tots en formen part. La degeneració del govern ve per la no-acceptació del lloc social més escaient i per no deixar el govern en mans dels savis; l'educació esdevé llavors clau per a identificar les virtuts, explicar a cadascú quina és la seva classe preferible i fomentar que s'hi dediqui, portant una vida diferent en cada cas.

## Relació amb altres filòsofs

### Socràtics i Plató
Els socràtics dits menors es van oposar a Plató, a qui consideraven dogmàtic, i a Aristòtil. Amb Plató, els separa la seva concepció pràctica i física de la filosofia i de la vida, prioritzant l'acció i el gest per sobre de grans sistemes teòrics especulatius, el naturalisme per sobre d'un camí metafísic, la física per sobre de la matemàtica de saló, l'ètica per sobre de l'ontologia. També els diferencia el públic; mentre que Plató representa la versió aristocràtica del socratisme, els socràtics menors es vinculen a les capes populars de la població.

### Segons Diògenes Laerci
L'hermeneuta llatí va relatar diverses anècdotes que vinculen a Plató en altres filòsofs dels que va ser contemporani, majorment mostrant les seves discrepàncies i enemistats.
Amb relació a Aristip de Cirene, diu Diógenes Laerci, que es van trobar a casa de Dionís. Celebrant l'últim una festa, va invitar als assistents a posar-se un vestit púrpura i sortir a ballar, invitació que Plató va declinar dient:
"No acostume jo a lluir vestidures femenils"
Però Aristipo, sentint aquestes paraules, va prendre el vestit i se l'en va posar ell mateix, i abans de començar la dansa va respondre:
Ni de Liber-Pare a les festes,

es tornará degenerat aquell que és templat.

### Llegat platònic
La influència de Plató és probablement una de les més grans de la filosofia occidental, com va reconèixer Nietzsche justament en criticar-la. El platonisme i el neoplatonisme són dos moviments directament inspirats en els seus ensenyaments, però el llegat platònic és present en la majoria de filòsofs posteriors.
L'Acadèmia fundada per ell va viure cinc períodes:
- el primer període està format pels deixebles directes, com Eudox de Cnidos, Espeusip, Xenòcrates de Calcedònia o Filip d'Opunt
- la segona època està marcada pels ensenyaments d'Arcesilau de Pítana (268 aC)
- la tercera fase, anomenada Nova Acadèmia, té com a exponents destacats Lacides, Carnèades o Clitòmac de Cartago (128 aC)
- el quart període, quan va estar dirigida per Filó Acadèmic
- el darrer període, que va finalitzar amb Antíoc d'Ascaló

El platonisme fora de la seva escola presenta un corrent afí a l'estoïcisme, com el d'Alcínous, i un altre anomenat platonisme mitjà, que dura fins al segle ii i que inclou pensadors com Plutarc de Queronea o Màxim de Tir, entre d'altres. En aquestes escoles, el pensament platònic va començar a veure's influït pel cristianisme, i n'arribà a una síntesi en figures com Filó d'Alexandria, que va conviure amb el gnosticisme i totes les seves derivacions.
El neoplatonisme s'inicia amb Ammoni Sacas i Plotí, i suposa una relectura de les idees de Plató amb gran influència a l'edat mitjana. En destaquen diversos centres d'estudi:
- l'escola romana, amb Plotí o Porfiri, la de més importància,
- el cercle de Síria, amb Iàmblic,
- l'escola de Pèrgam, amb Eunapi,
- el grup d'Atenes, amb Plutarc d'Atenes, Procle i altres filòsofs afins.

El neoplatonisme també va interaccionar amb el cristianisme, com es veu a l'obra d'Agustí d'Hipona, Boeci o el Pseudo-Dionís l'Aeropagita. Amb aquest vessant religiós, va enfortir-se tota l'etapa medieval fins a arribar a filòsofs del Renaixement, com Marsilio Ficino.
El pensament platònic va influir, d'altra banda, en pensadors com Mani i Aristòtil, tots dos amb un gran llegat posterior.

## Traduccions d'obres de Plató
- Diàlegs, vol. I (Defensa de Sòcrates. Critó. Eutifró. Laques), intr. i traducció de Joan Crexells i Vallhonrat, Barcelona, Fundació Bernat Metge, 1924, 1931. (A Google Llibres)
- Diàlegs, vol. II (Càrmides. Lisis. Protàgores), intr. i trad. de Joan Crexells, 2a ed. a cura de Carles Riba, Barcelona, Fundació Bernat Metge, 1932.
- Diàlegs, vol. III (Ió. Hípias menor. Hípias Major. Eutidem), trad. de Joan Crexells, 2a ed. publicada a cura de J. Serra Hunter i Carles Riba, Barcelona, Fundació Bernat Metge, 1950.
- Diàlegs, vol. IV (Cràtil, Menexen), intr. i trad. de Jaume Olives Canals, Barcelona, Fundació Bernat Metge, 1952.
- Diàlegs, vol. V (Menó. Alcibíades I), intr. i trad. de Jaume Olives Canals, Barcelona, Fundació Bernat Metge, 1956.
- Diàlegs, vol. VII (Fedó), intr. i trad. de Jaume Olives Canals, Barcelona, Fundació Bernat Metge, 1962.
- Apologia de Sòcrates. Critó. Eutifró. Protàgores. Traducció de Joan Crexells. Edició a cura de Josep Vives. Barcelona: Laia, 1981 (Textos filosòfics, 2). ISBN 84-7222-592-5.
- Diàlegs, vol. VI (El convit), intr. i trad. d'Eulàlia Presas, Barcelona, Fundació Bernat Metge, 1983.
- Diàlegs, vol. VIII (Gòrgias), intr. i trad. de Manuel Balasch i Recort, Barcelona, Fundació Bernat Metge, 1986.
- Diàlegs, vol. IX (Fedre), intr. i trad. de Manuel Balasch, Barcelona, Fundació Bernat Metge, 1988.
- Paideia: Protàgoras., De la república, De les Lleis. A cura de Carles Miralles, amb la col:laboració de Montserrat Jufresa i Jaume Pòrtulas. Vic: Eumo, 1988 (Textos Pedagògics, 16). ISBN 84-7602-256-5.
- Diàlegs, vol. X (La República, llibres I-IV), intr. i trad. de Manuel Balasch, Barcelona, Fundació Bernat Metge, 1989.
- Diàlegs, vol. XI (La República, llibres V-VII), intr. i trad. de Manuel Balasch, Barcelona, Fundació Bernat Metge, 1990.
- Parmènides. Teetet. Traducció de Joan Leita. Edició a cura de Josep Montserrat i Torrents. Barcelona: Edicions 62, 1990 (Textos filosòfics, 55). ISBN 84-297-3190-3.
- Diàlegs, vol. XII (La República, llibres VIII-X), intr. i trad. de Manuel Balasch, Barcelona, Fundació Bernat Metge, 1992
- Diàlegs, vol. XIII (Parmènides), intr. i trad. de Manuel Balasch, Barcelona, Fundació Bernat Metge, 1992.
- Diàlegs, vol. XIV (Teetet), intr. i trad. de Manuel Balasch, Barcelona, Fundació Bernat Metge, 1995.
- Diàlegs, vol. XV (El Sofista), intr. i trad. de Manuel Balasch, Barcelona, Fundació Bernat Metge, 1997
- Diàlegs, vol. XVI (El Polític), intr. i trad. de Manuel Balasch, Barcelona, Fundació Bernat Metge, 1997.
- Diàlegs, vol. XVII (Fileb), intr. i trad. de Manuel Balasch, Barcelona, Fundació Bernat Metge, 1997.
- Fedó, trad. de Josep Vives i Solé, Barcelona, Edicions 62, 1999.
- Diàlegs, vol. XVIII (Timeu, Crítias), intr. i trad. de Josep Vives i Solé, Barcelona, Fundació Bernat Metge, 2000.
- Cartes, intr. i trad. de Raül Garrigasait Colomés, Barcelona, Fundació Bernat Metge, 2009. (A Google Llibres)
- El banquet o sobre l'amor, trad. de Joan Alberich i Mariné, Barcelona, Llibres de l'Índex, 2018[30]
- Fileb, trad. de Bernat Torres i Morales, Girona, Edicions de la Ela Geminada, 2019.[31]